# سیواجی گانسان
سیواجی گانسان (انگلیسی: Sivaji Ganesan; ۱ اکتبر ۱۹۲۸ – ۲۱ ژوئیهٔ ۲۰۰۱) هنرپیشه، سیاست‌مدار و تهیه‌کننده اهل هند بود.
از فیلم‌ها یا برنامه‌های تلویزیونی که وی در آن نقش داشته‌است می‌توان به ویشواروپام اشاره کرد.
وی همچنین برندهٔ جوایزی همچون جایزه فیلم‌فیر جنوب شده‌است.

## فیلم‌شناسی
فهرست برخی از فیلم‌هایی که سیواجی گانسان در آن‌ها به ایفای نقش پرداخته است:
- ویشواروپام
- الهه
- یامانوکو یامان
- پسر خدایی
- افتخار خلبان
- بایروان شمشیردار
- پادایاپا
- استاد مدرسه
- پسر تیوار
- آن روز
- کوزه پر
- معدن طلا
- نیزه
- هدیه
- صندوق پستی ۵۲۰
- برادر بزرگ‌تر یک معبد است